# Збройні сили Південно-Африканської Республіки
Національні сили оборони Південно-Африканської Республіки (НСОПАР) — сукупність збройних сил ПАР. Командувача НСОПАР, який підпорядковується Міністерству оборони та військових ветеранів, з-поміж кадрових офіцерів призначає Президент Південно-Африканської республіки.
У нинішньому вигляді були утворені в 1994 році, після перших Південно-Африканських пост-апартеїдних національних виборів та прийняття нової конституції. Вони замінили собою Південно-Африканські сили оборони.